# Mathías Laborda
Mathías Nicolás Laborda, noto semplicemente come Mathías Laborda (Fray Bentos, 15 settembre 1999), è un calciatore uruguaiano, difensore del Vancouver Whitecaps.

## Caratteristiche tecniche
È un terzino destro.

## Carriera

### Club
Ha giocato nella prima divisione uruguaiana ed in MLS.

### Nazionale
Con la nazionale Under-20 uruguaiana ha preso parte al Sudamericano Under-20 2019.

## Statistiche

### Presenze e reti nei club
Statistiche aggiornate al 29 marzo 2025.
| Stagione                   | Squadra                    | Campionato                 | Campionato | Campionato | Coppe nazionali | Coppe nazionali | Coppe nazionali | Coppe continentali | Coppe continentali | Coppe continentali | Altre coppe | Altre coppe | Altre coppe | Totale | Totale | Totale |
| Stagione                   | Squadra                    | Comp                       | Pres       | Reti       | Comp            | Pres            | Reti            | Comp               | Pres               | Reti               | Comp        | Pres        | Reti        | Pres   | Reti   |        |
| -------------------------- | -------------------------- | -------------------------- | ---------- | ---------- | --------------- | --------------- | --------------- | ------------------ | ------------------ | ------------------ | ----------- | ----------- | ----------- | ------ | ------ | ------ |
| 2019                       | Nacional                   | PD                         | 10         | 2          | -               | -               | -               | CL                 | 1                  | 0                  | -           | -           | -           | 11     | 2      |        |
| 2020                       | Nacional                   | PD                         | 29         | 2          | -               | -               | -               | CL                 | 9                  | 0                  | SU          | -           | -           | 38     | 2      |        |
| 2021                       | Nacional                   | PD                         | 20         | 0          | -               | -               | -               | CL+CS              | 3+1                | 0                  | SU          | 1           | 0           | 25     | 0      |        |
| 2022                       | Nacional                   | PD                         | 24         | 2          | CU              | -               | -               | CL+CS              | 2+1                | 0                  | -           | -           | -           | 27     | 2      |        |
| Totale Nacional            | Totale Nacional            | Totale Nacional            | 83         | 6          |                 | -               | -               |                    | 17                 | 0                  |             | 1           | 0           | 101    | 6      |        |
| 2023                       | Vancouver Whitecaps        | MLS                        | 23+1       | 1          | CC              | 2               | 0               | CCL                | 3                  | 0                  | LC          | 3           | 0           | 32     | 1      |        |
| 2024                       | Vancouver Whitecaps        | MLS                        | 26+4       | 2          | CC              | 5               | 0               | CCC                | 2                  | 0                  | LC          | 3           | 0           | 40     | 2      |        |
| 2025                       | Vancouver Whitecaps        | MLS                        | 6          | 1          | CC              | 0               | 0               | CCC                | 4                  | 0                  | -           | -           | -           | 10     | 1      |        |
| Totale Vancouver Whitecaps | Totale Vancouver Whitecaps | Totale Vancouver Whitecaps | 55+5       | 4          |                 | 7               | 0               |                    | 9                  | 0                  |             | 6           | 0           | 82     | 4      |        |
| Totale carriera            | Totale carriera            | Totale carriera            | 143        | 10         |                 | 7               | 0               |                    | 26                 | 0                  |             | 7           | 0           | 183    | 10     |        |

## Palmarès

### Club

#### Competizioni giovanili
- Coppa Libertadores Under-20: 1

Nacional: 2018

#### Competizioni nazionali
- Campionato uruguaiano: 3

Nacional: 2019, 2020, 2022
- Supercopa Uruguaya: 1

Nacional: 2021
- Canadian Championship: 2

Vancouver Whitecaps: 2023, 2024